# Stefanie van der Gragt
Stefanie van der Gragt (pronunciación en neerlandés: /ˈsteːfaːni vɑn dɛr ˈɣrɑxt/; Heerhugowaard, Países Bajos; 16 de agosto de 1992) es una futbolista neerlandesa. Juega como defensa en el Ajax de la Eredivisie de los Países Bajos.

## Clubes
| Club             | País         | Año         |
| ---------------- | ------------ | ----------- |
| AZ Alkmaar       | Países Bajos | 2009 - 2011 |
| Telstar          | Países Bajos | 2011 - 2015 |
| FC Twente        | Países Bajos | 2015 - 2016 |
| FC Bayern Múnich | Alemania     | 2016 - 2017 |
| Ajax             | Países Bajos | 2017 - 2018 |
| FC Barcelona     | España       | 2018 - 2020 |
| Ajax             | Países Bajos | 2020 - 2023 |

## Vida personal
Tiene una hija con su pareja, Maryze Borst, nacida en el año 2020.